# 中國發展集團
中國發展集團有限公司，（除牌當時為0487.HK），曾是香港交易所上市。曾經經營建築興建業務，1988年以「冠恒頓國際」上市，之後更名為「森昶國際」，由於發生財政問題，後來被印尼富商黃鴻年收購。由實德環球取代上市。

## 連結
- 實德環球集團有限公司 由webb-site.com提供（页面存档备份，存于）